# Обервајлер им Тал
Обервајлер им Тал (њем. Oberweiler im Tal) општина је у њемачкој савезној држави Рајна-Палатинат. Једно је од 98 општинских средишта округа Кузел. Према процјени из 2010. у општини је живјело 167 становника. Посједује регионалну шифру (AGS) 7336072.

## Географски и демографски подаци
Обервајлер им Тал се налази у савезној држави Рајна-Палатинат у округу Кузел. Општина се налази на надморској висини од 220 метара. Површина општине износи 4,7 km². У самом мјесту је, према процјени из 2010. године, живјело 167 становника. Просјечна густина становништва износи 35 становника/km².